# Championnat du monde de pêche sur glace
Le Championnat du monde de pêche sur glace est une compétition annuelle organisée par la Fédération internationale de la pêche sportive en eau douce.

## Lieu des éditions
| No. | Année | Lieu     | No. | Année | Lieu     | No. | Année | Lieu        | No. | Année | Lieu       |
| --- | ----- | -------- | --- | ----- | -------- | --- | ----- | ----------- | --- | ----- | ---------- |
| 1re | 2001  | Moscou   | 2e  | 2002  | Riga     | 3re | 2004  | Riga        | 4e  | 2007  | Sniardwy   |
| 5e  | 2008  | Lipetsk  | 6e  | 2009  | Augustów | 7e  | 2010  | Rhinelander | 8e  | 2011  | Kharkov    |
| 9e  | 2012  | Almaty   | 10e | 2013  | Wausau   | 11e | 2014  | Minsk       | 12e | 2015  | Kuopio     |
| 13e | 2016  | Ternopil | 14e | 2017  | Riga     | 15e | 2018  | Temirtaw    | 16e | 2019  | Batak      |
| 17e | 2020  | Varkaus  | 18e | 2022  | Šiauliai | 19e | 2023  | Tartu       | 20e | 2024  | Kharkhorin |

## Résultats individuels
| Éditions | Or                   | Argent               | Bronze              |
| -------- | -------------------- | -------------------- | ------------------- |
| 2024     | Arūnas Koska         | Artūras Skvirba      | Leonas Mindaugas    |
| 2023     | Oleksii Zayko        | Andris Jerums        | Ihor Novhorodskyi   |
| 2022     | Aliaksei Yudzenkou   | Pavlo Khvas          | Deividas Račkauskas |
| 2020     | Harri Nikula         | Vitalii Stadnichenko | Raimonds Kinerts    |
| 2019     | Gintas Balsevicius   | Antti Sillanpää      | Marius Jačiauskas   |
| 2018     | Harijs Raciborskis   | Valerii Maslov       | Oleksii Zayko       |
| 2017     | Dmitry Eliseev       | Denys Novgorodskyi   | Aldis Varna         |
| 2016     | Pavel Ihnatovich     | Yury Shchors         | Aidas Sunta         |
| 2015     | Ivan Evdokimov       | Denys Novgorodskyi   | Seppo Pönni         |
| 2014     | Viktor Zhalnin       | Ivan Schevich        | Dzianis Yarmolovich |
| 2013     | Toni Stenberg        | Sergei Bolyakhin     | Chad Schaub         |
| 2012     | Yury Shchors         | Aivaras Dudzinskas   | Oleksii Zayko       |
| 2011     | Dmitriy Korzenkov    | Rita Verza Grabovska | Oleksii Zayko       |
| 2010     | Mike Boedeker        | Folke Andersson      | Tomasz Nysztal      |
| 2009     | Stanislav Poslanchik | Folke Andersson      | Oleksii Zayko       |
| 2008     | Maxim Efimov         | Dmitriy Korzenkov    | Valeri Maslov       |
| 2007     | Rita Verza Grabovska | Slawomir Zoladz      | Yury Shchors        |
| 2004     | Peteris Lideris      | Guntis Karklinš      | Harri Nikula        |
| 2002     | Peteris Lideris      | Alpo Koivusalo       | Jarkko Leppala      |
| 2001     | Mihail Dunin         | Maxim Kusmartsev     | Aleksey Dyachenko   |

## Résultats par équipe
| Éditions | Or          | Argent      | Bronze     |
| -------- | ----------- | ----------- | ---------- |
| 2024     | Lituanie    | États-Unis  | Ukraine    |
| 2023     | Ukraine     | Lituanie    | Lettonie   |
| 2022     | Lituanie    | Biélorussie | Ukraine    |
| 2020     | Finlande    | Russie      | Ukraine    |
| 2019     | Lituanie    | Biélorussie | Ukraine    |
| 2018     | Russie      | Lettonie    | Lituanie   |
| 2017     | Ukraine     | Lettonie    | Russie     |
| 2016     | Biélorussie | Lituanie    | Ukraine    |
| 2015     | Ukraine     | Finlande    | Russie     |
| 2014     | Ukraine     | Biélorussie | Russie     |
| 2013     | Russie      | Finlande    | États-Unis |
| 2012     | Biélorussie | Ukraine     | Pologne    |
| 2011     | Ukraine     | Pologne     | Lettonie   |
| 2010     | États-Unis  | Pologne     | Russie     |
| 2009     | Ukraine     | Lettonie    | Russie     |
| 2008     | Russie      | Lituanie    | Lettonie   |
| 2007     | Lettonie    | Lituanie    | Pologne    |
| 2004     | Lettonie    | Russie      | Suède      |
| 2002     | Finlande    | Lettonie    | Lituanie   |
| 2001     | Russie      | Lettonie    | Suède      |

## Tableau des médailles
Mise à jour après l'édition 2024
| Rang  | Nation      | Or | Argent | Bronze | Total |
| ----- | ----------- | -- | ------ | ------ | ----- |
| 1     | Ukraine     | 9  | 7      | 10     | 26    |
| 2     | Russie      | 9  | 5      | 7      | 21    |
| 3     | Lettonie    | 6  | 8      | 5      | 19    |
| 4     | Biélorussie | 5  | 4      | 2      | 11    |
| 5     | Lituanie    | 5  | 6      | 6      | 17    |
| 6     | Finlande    | 4  | 4      | 3      | 11    |
| 7     | États-Unis  | 2  | 1      | 2      | 5     |
| 8     | Pologne     | 0  | 3      | 3      | 6     |
| 9     | Suède       | 0  | 2      | 2      | 4     |
| Total | Total       | 40 | 40     | 40     | 120   |